# Basalto
Il basalto è una roccia effusiva di origine vulcanica, di colore scuro o nero con un contenuto di silice (SiO2) relativamente basso (dal 45 al 52% in peso). Il basalto è formato principalmente da plagioclasio calcico e pirosseni; alcuni basalti possono essere anche ricchi in olivina. Il corrispondente intrusivo del basalto è il gabbro. Il basalto può presentarsi con aspetto che va da porfirico a microcristallino a vetroso. Esso proviene da un magma solidificatosi velocemente a contatto con l'aria o l'acqua ed è la principale roccia costituente la parte superiore della crosta oceanica. I magmi basaltici si formano per fusione da decompressione del mantello terrestre.

## Etimologia
La parola "basalto" deriva dal latino tardo basaltes, una riscrittura della parola latina basanites, che significa "roccia molto dura". Quest'ultima deriva invece dal greco antico βασανίτης (basanìtes), da βάσανος (bàsanos) forse proveniente dall'egizio bauhun, "ardesia". Il moderno termine petrologico "basalto" usato per descrivere un particolare composto di rocce laviche ha avuto origine nel 1556 con Georg Agricola nella sua famosa opera sull'estrazione e la mineralogia De re metallica, libri XII. Agricola  usò la parola "basalto" per denotare la roccia nera vulcanica della collina del castello Schloßberg presso Stolpen, credendo che si trattasse della stessa "roccia molto dura" descritta da Plinio il Vecchio nella sua Naturalis historia.

## Composizione chimica e norma
I basalti sono normalmente ricchi in MgO, SiO2 e in CaO, mentre sono poveri in Na2O e K2O rispetto alle altre rocce magmatiche.
|       | % in peso |
| ----- | --------- |
| SiO2  | 49,97     |
| TiO2  | 1,87      |
| Al2O3 | 15,99     |
| Fe2O3 | 3,85      |
| FeO   | 7,24      |
| MnO   | 0,20      |
| MgO   | 6,84      |
| CaO   | 9,62      |
| Na2O  | 2,96      |
| K2O   | 1,12      |
| P2O5  | 0,35      |

|            | % in peso |
| ---------- | --------- |
| Ortoclasio | 6,52      |
| Albite     | 24,66     |
| Anortite   | 26,62     |
| Diopside   | 14,02     |
| Iperstene  | 15,20     |
| Olivina    | 1,50      |
| Magnetite  | 5,49      |
| Ilmenite   | 3,49      |
| Apatite    | 0,82      |

## Classificazione
Le varie tipologie di basalto possono essere rappresentate, con buona approssimazione, nel tetraedro basaltico. In questo grafico i basalti vengono classificati in base ai minerali normativi che contengono e la divisione fra le varie categorie viene operata dai piani di saturazione e sottosaturazione. Il piano di sottosaturazione, con vertici Di-Ab-Fo è una barriera termica che, in qualunque condizione di pressione, suddivide i basalti in due gruppi che avranno evoluzione diverse, tendendo a differenziarsi sempre di più. Il piano di saturazione, con vertici Di-Ab-En invece è una barriera termica solo a basse pressioni; è quindi possibile che un olivinbasalto evolva trasformandosi in un basalto tholeiitico.
Le tre tipologie di basalto sono quindi:
- Basalto tholeiitico, è il basalto delle dorsali oceaniche (MORB), costituisce quindi buona parte dei fondali oceanici; è quarzo-normativo e la sua evoluzione porterà a prodotti sempre più sovrassaturi.
- Olivinbasalto, è un basalto intermedio e ricco di olivina. La sua evoluzione può portare sia a prodotti saturi che sovrassaturi.
- Basanite, è un basalto nefelin-normativo, e la sua evoluzione porterà a prodotti sempre più sottosaturi.

## Morfologia
La forma, la struttura e la tessitura di un basalto possono indicarci come e dove è stato eruttato.

### Eruzioni subaeree

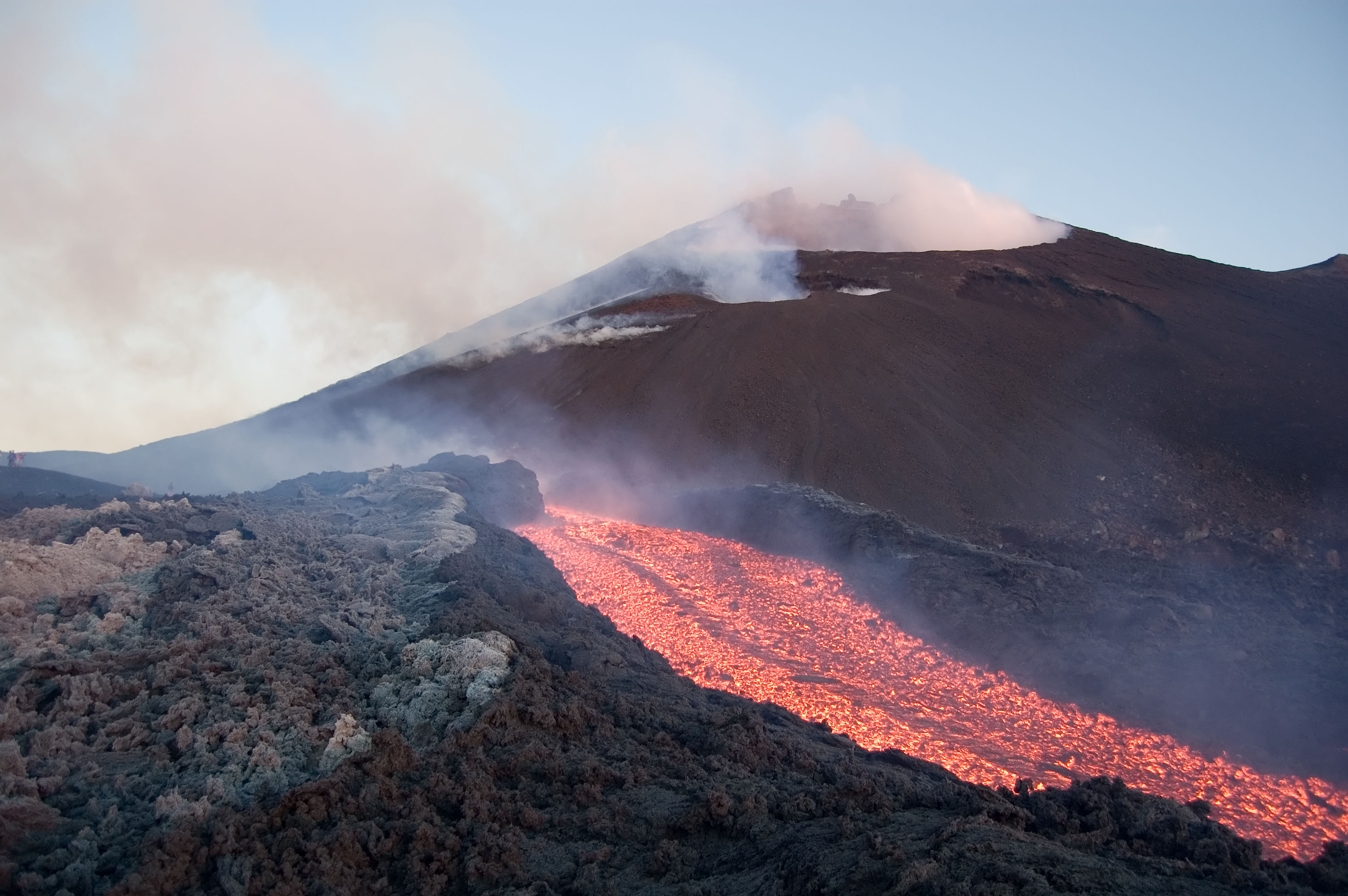
Eruzione subaerea (Etna, cratere di S-E. 2006).

Il basalto eruttato in condizioni di aria aperta (condizioni subaeree) può formare tre tipi di lava o depositi vulcanici: scorie, polveri o ceneri, brecce o colate laviche. Il basalto, nella maggior parte dei flussi lavici e dei coni di scorie, si presenta vescicolato, ossia con un aspetto "schiumoso" ed una densità ridotta. I coni basaltici si presentano, inoltre, di colore rosso, a causa dell'alterazione meteorica dei pirosseni, minerali ricchi in ferro la cui ossidazione causa il colore rosso. Le eruzioni basaltiche possono produrre colate laviche di tipo 'AA', e di tipo 'a corda, o Pahoehoe', e possono formare laghi di lava e tunnel di lava. Tufo basaltico o rocce piroclastiche basaltiche sono più rare, in quanto normalmente il basalto è troppo caldo e fluido per consentire lo sviluppo di pressioni tali da causare eruzioni esplosive, anche se occasionalmente il basalto può rimanere intrappolato nel condotto vulcanico ed accumulare pressione nei gas vulcanici. Nel XIX secolo il Mauna Loa ha eruttato in questo modo, così come il Monte Tarawera, nella sua violenta eruzione del 1886. Un altro esempio è il Diamond Head Tuff, eruttato 200.000 anni fa.

### Basalto colonnare

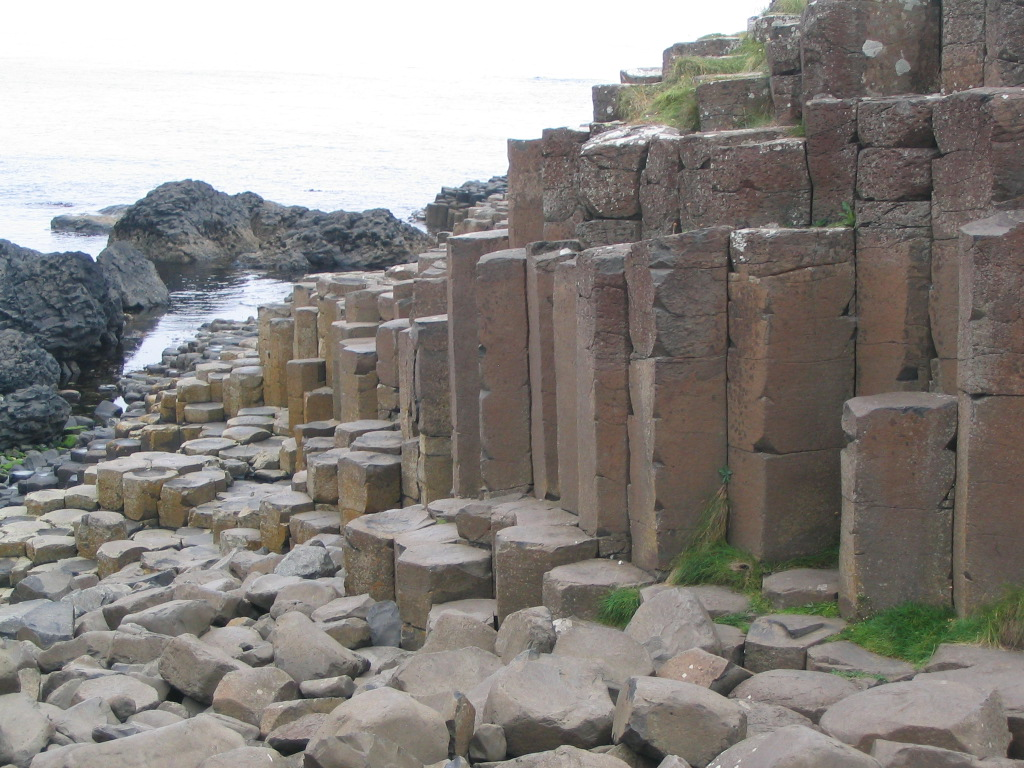
Giunti colonnari del Selciato del gigante, Irlanda del Nord.

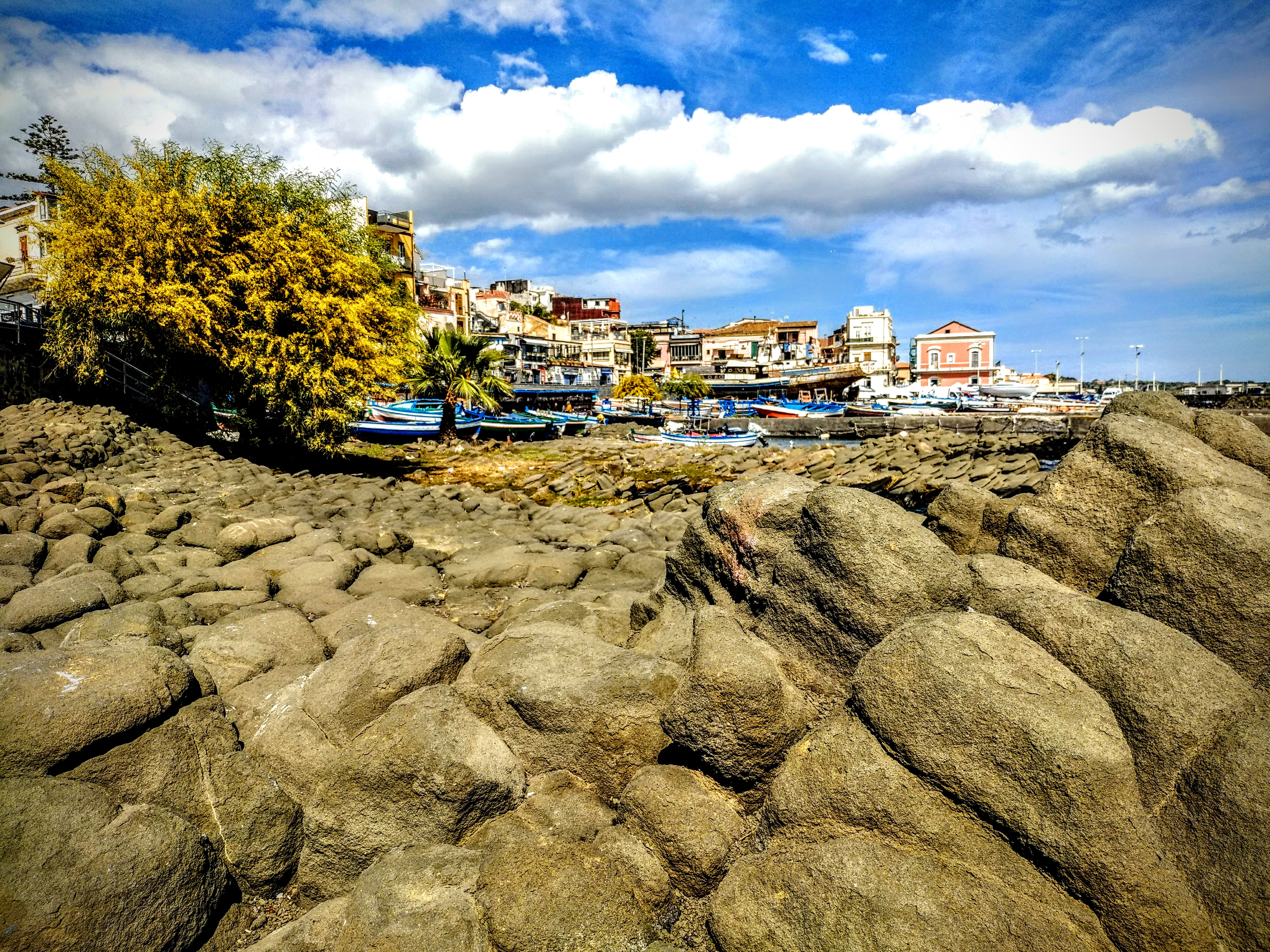
Basalti colonnari dell'Antico scalo dei Malavoglia di Aci Trezza

Durante il raffreddamento di una colata lavica spessa si formano giunti e fratture. Se la colata tende a raffreddarsi rapidamente intervengono delle forze che tenderanno a farla contrarre in modo significativo. Mentre verticalmente il flusso può abbassarsi dissipando le tensioni, orizzontalmente non riesce a smaltirle e tende a fratturarsi. Le fratture estensive che si sono così formate danno quell'aspetto colonnare, il cui diametro dipende principalmente dalla velocità di raffreddamento (maggiore velocità causa un minor diametro). La forma delle fratture tende ad essere esagonale e potrà dare, come nel caso del Selciato del gigante nell'Irlanda del Nord, o a Vogurviti, a nord del paese di Blonduös (Islanda), l'aspetto di un selciato costruito dall'uomo, o di cataste di pali disposti orizzontalmente.
In Italia sono presenti diversi affioramenti di basalti colonnari. In Sicilia se ne possono ammirare nel circondario dell'Etna, che a seconda del banco di potenza, possono raggiungere lunghezze notevoli. Un fascino particolare lo destano i basalti colonnari delle Gole dell'Alcantara tra le province di Catania e Messina, ove scorre l'omonimo fiume, levigati dall'acqua che vi scorre in strette e profonde gole in modo da aver formato nel tempo un incantevole scenario. Presenti le canne d'organo, le colonne, gli archi. Altri notevoli affioramenti sono presso le forre del Simeto; nell'Antico scalo dei Malavoglia ad Aci Trezza e sulle Isole Ciclopi; presso Santa Maria la Scala e la Timpa di Acireale; presso la torre di Motta Sant'Anastasia. Singolari affioramenti anche presso gli Iblei dovuti al vulcanismo preistorico che interessò quest'area, dei quali la maggior parte si possono ammirare presso le cascate del fiume Oxena, nel territorio di Militello in Val di Catania. In Sardegna sono molto interessanti le strutture a canne d'organo del "Cuccur'e Zeppara", situate nel centro urbano del comune di Guspini. In Sardegna altri affioramenti sono presenti nella costa ovest, sotto il Capo Nieddu, nel Comune di Cuglieri, con un bel selciato poco al di sopra del livello del mare, nel sito  "Is Aruttas Santas" (Le Grotte Sante) nel comune di Villaurbana (OR),  e nel perimetro dell'Area Marina Protetta "penisola del Sinis -Isola di Mal di Ventre", nel Comune di Cabras, esattamente nella zona dello scoglio del Catalano. Qui in diverse secche, anche a buona profondità, è possibile osservare blocchi di roccia e ripide pareti sommerse con tale particolare fratturazione. Altri basalti colonnari si trovano in Veneto nell'area dei Colli Berici, a Gambellara e San Giovanni Ilarione.
Il basalto Etneo viene utilizzato in svariati modi, sia per elementi architettonici che per pavimentazioni o rivestimenti vari. Non è raro l'uso per sculture o monumenti.

### Eruzioni sottomarine

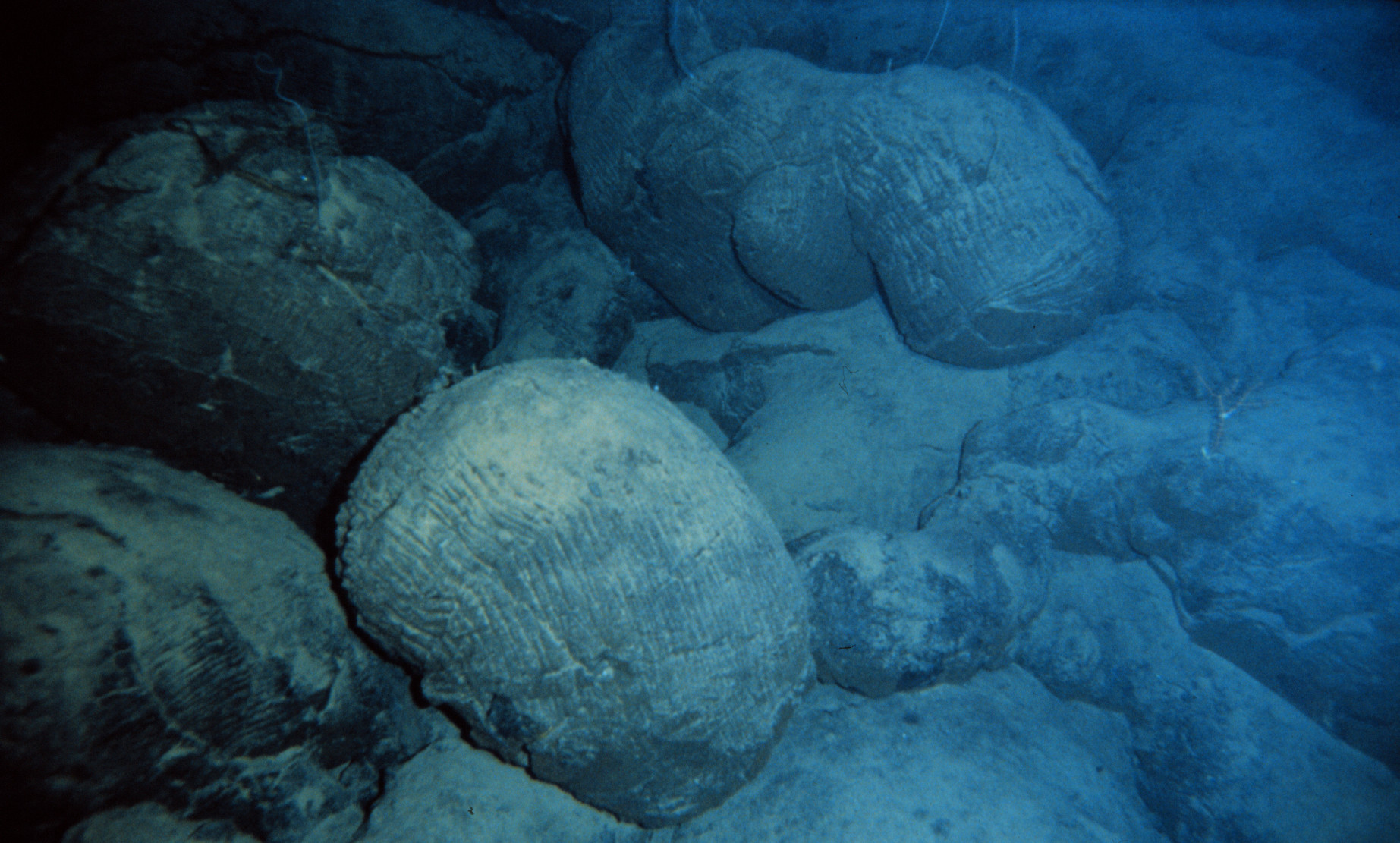
Basalto a cuscino nell'Oceano Pacifico.

Quando un basalto è eruttato in condizioni subacquee (ad esempio nelle dorsali oceaniche) l'acqua raffredderà rapidamente la superficie della lava e causerà la formazione delle tipiche strutture a "cuscino" (pillow). I pillow tipicamente hanno un interno a grana molto fine e una crosta vetrificata, presentano inoltre una fratturazione radiale. Le loro dimensioni variano da circa 10 cm fino a qualche metro.

## Distribuzione
Il basalto è la roccia tipica delle provincie magmatiche più grandi, come i Trappi del Deccan in India, i Trappi del Paraná-Etendeka in Brasile, l'Altopiano del Columbia negli Stati Uniti. Nel nord dell'Irlanda abbiamo il The Giant's Causeway. In Italia, invece, possiamo visionare, ad Aci Trezza (CT), I Basalti Colonnari dell'Antico Scalo dei Malavoglia, e i basalti colonnari di Guspini, nella Provincia del Sud Sardegna  . Il basalto è presente anche in altri grandi accumuli, come in Islanda, Vogurviti, a nord di Blonduös; nella provincia del Karoo in Sudafrica e nelle isole Hawaii.
Il basalto si trova inoltre in tutti i fondali oceanici e nelle sequenze ofiolitiche.

## Usi
Il basalto viene usato per:
- Pietrisco per massiciate ferroviarie;
- Graniglia per la produzione di asfalti stradali drenanti;
- Cubetti di varie misure per pavimenti e rivestimenti;
- Lastre di vario spessore;
- Gradini e sottogradini;
- Cigli stradali;
- Bollettonati;
- Arredo urbano;
- Camini;
- Statue;
- Fibre;
- agricoltura, come corroborante delle piante.

## Galleria d'immagini

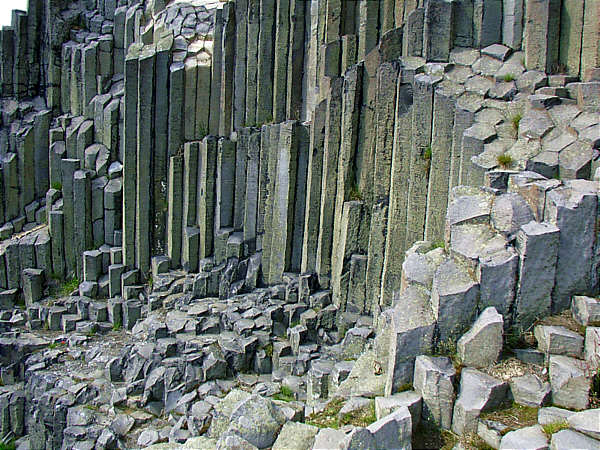
Tipiche colonne basaltiche, affioramento a nord della Boemia
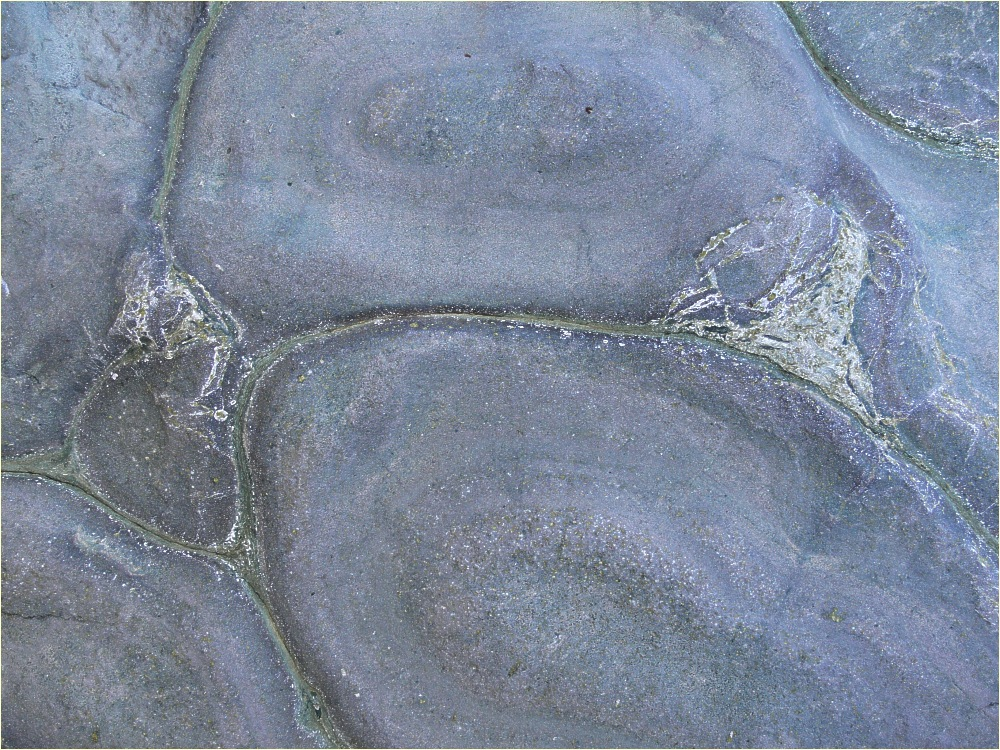
Basalti a pillow entro un cratere vulcanico a La Palma
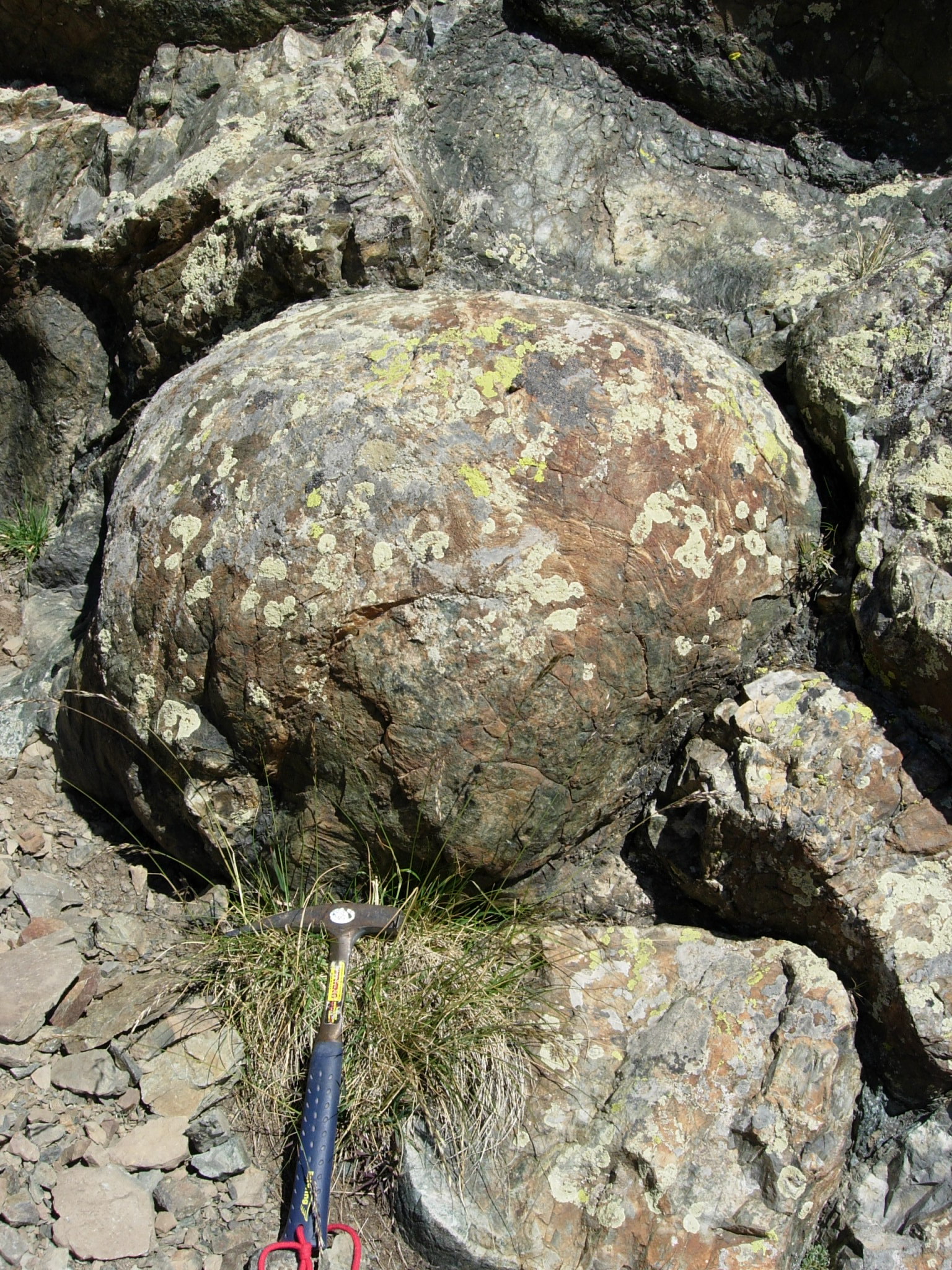
Affioramento di basalto a pillows, entro la serie ofiolitica delle Alpi Cozie francesi a Chenaillet
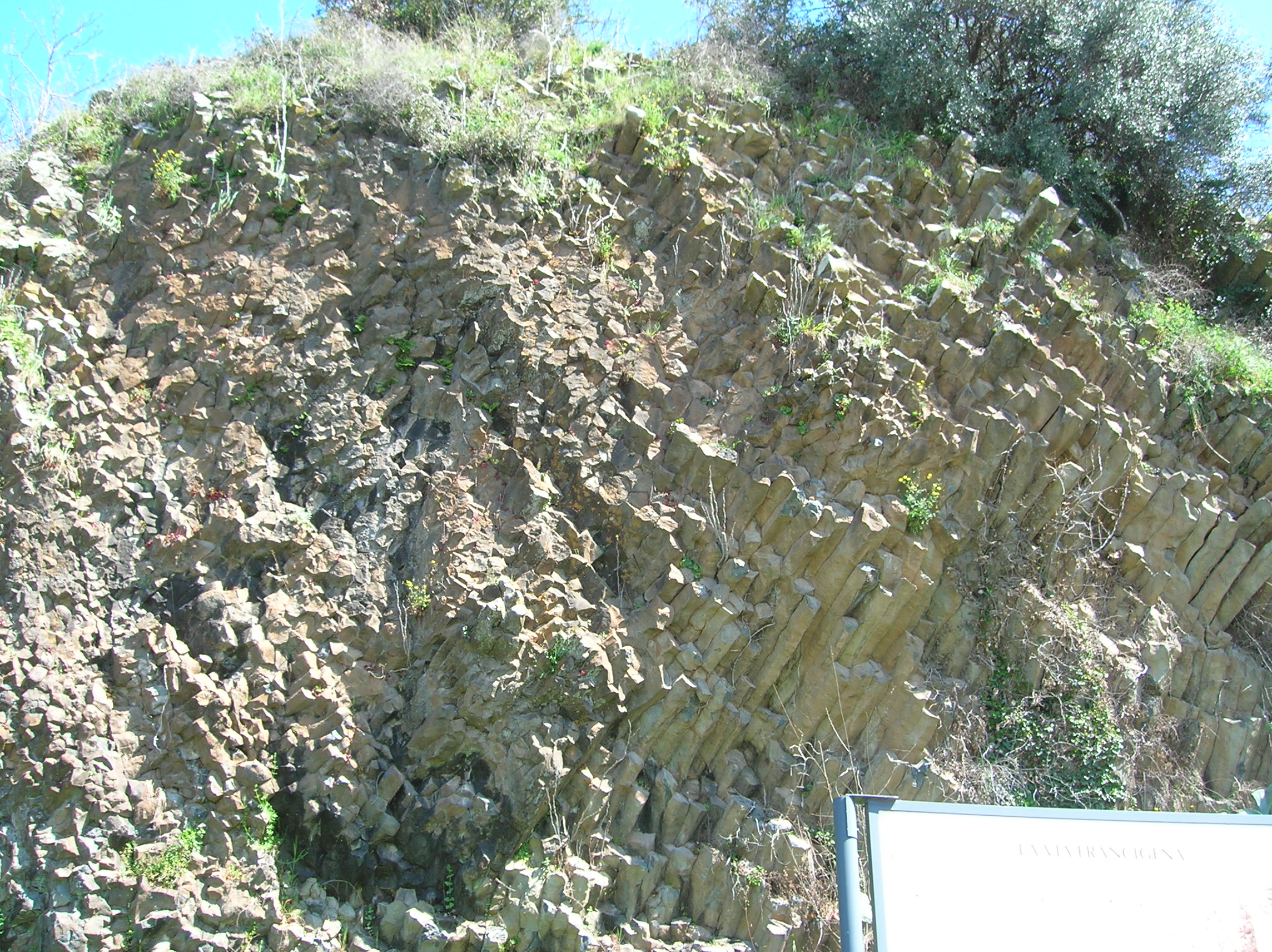
Le pietre lanciate di Bolsena, borgo del lago di origine vulcanica omonimo, in provincia di Viterbo, nel Lazio